# Transformers: Cyberverse
Transformers: Cyberverse (Transformers: Bumblebee Cyberverse Adventures a partir de la tercera temporada) es una serie animada CGI producida por Boulder Media, Hasbro Studios y Allspark Animation. Debutó en Estados Unidos a través de Cartoon Network el 27 de agosto de 2018.

## Sinopsis
Cuando Bumblebee comienza a sufrir amnesia, su compañera, Windblade, acude al rescate y repara sus chips de memoria, lo que le permite redescubrir sus aventuras pasadas en Cybertron. Una vez que se reparen sus recuerdos, Bumblebee obtiene una pista que lo llevará a él y a Windblade a completar su misión actual y salvar a Optimus Prime y a sus amigos, sin saber que Megatron envió a sus asesinos de Decepticon a cazarlos.

## Episodios

### Capítulo 1 (2018)
La Primera Temporada de Transformers Cyberverse fue estrenada el 1 de septiembre en Estados Unidos (En Cartoon Network), el 2 de Octubre en Latinoamérica (En Cartoon Network) y el 29 de septiembre en España (En Boing)
| No. (serie) | No. (temp.) | Título                                                    | Estreno en Estados Unidos | Estreno en Latinoamérica                               |
| --- | ----------- | --------------------------------------------------------- | ------------------------- | ------------------------------------------------------ |
| 1 | 1           | «Fracturado» «Fractured»                                  | 1 de septiembre de 2018   | 2 de octubre de 2018 (Preestreno) 9 de octubre de 2018 |
| Windblade llega a la Tierra antes de los Decepticons y se encuentra con su viejo amigo Bumblebee, quien no tiene idea de quién es ella.                        |             |                                                           |                           |                                                        |
| 2 | 2           | «Memoria» «Memory»                                        | 8 de septiembre de 2018   | 16 de octubre de 2018                                  |
| Al darse cuenta de que la memoria de Bumblebee está en mal estado, Windblade debe recurrir a medidas extremas para intentar ayudar a reparar a su amigo.       |             |                                                           |                           |                                                        |
| 3 | 3           | «Chispa suprema» «AllSpark»                               | 15 de septiembre de 2018  | 23 de octubre de 2018                                  |
| Mientras busca sus recuerdos para entender el Allspark, Bumblebee hace un descubrimiento más importante ... el recuerdo de su amigo Optimus Prime.             |             |                                                           |                           |                                                        |
| 4 | 4           | «El viaje» «The Journey»                                  | 22 de septiembre de 2018  | 30 de octubre de 2018                                  |
| Durante su viaje desde Cybertron, los suministros de ARK Energon se agotan y la tripulación desesperada se ve obligada a entrar en estasis.                    |             |                                                           |                           |                                                        |
| 5 | 5           | «Blancura total» «Whiteout»                               | 29 de septiembre de 2018  | 6 de noviembre de 2018                                 |
| Una pista misteriosa de la memoria de Bumblebee lleva a Windblade en un viaje traicionero.                                                                     |             |                                                           |                           |                                                        |
| 6 | 6           | «Megatron es mi héroe» «Megatron Is My Hero»              | 6 de octubre de 2018      | 13 de noviembre de 2018                                |
| Windblade intenta hacer que Bumblebee entienda quién es Megatron.                                                                                              |             |                                                           |                           |                                                        |
| 7 | 7           | «Cubo» «Cube»                                             | 13 de octubre de 2018     | 20 de noviembre de 2018                                |
| Bumblebee se entera de cómo conoció a Windblade y revive un encuentro de la Edad Dorada con un joven Starscream y sus Seekers.                                 |             |                                                           |                           |                                                        |
| 8 | 8           | «Velocidad terminal» «Terminal Velocity»                  | 20 de octubre de 2018     | 27 de noviembre de 2018                                |
| Bumblebee explora un recuerdo oscuro de su visita a Velocitron mientras Windblade conduce el trasbordador en un combate despiadado con los Seekers Decepticon. |             |                                                           |                           |                                                        |
| 9 | 9           | «Shadowstriker» «Shadowstriker»                           | 27 de octubre de 2018     | 4 de diciembre de 2018                                 |
| Bumblebee tiene recuerdos de Shadowstriker, su archinémesis, y aprende que para ser un héroe se necesita mucho más que saber pelear.                           |             |                                                           |                           |                                                        |
| 10 | 10          | «MacCadam’s» «MacCadam’s»                                 | 3 de noviembre de 2018    | 11 de diciembre de 2018                                |
| Bumblebee recuerda el MacCadam, su lugar favorito en Cybertron, en tres momentos diferentes de su legendaria historia.                                         |             |                                                           |                           |                                                        |
| 11 | 11          | «Sabotaje» «Sabotage»                                     | 10 de noviembre de 2018   | 18 de diciembre de 2018                                |
| Shockwave atrapa a Bumblebee en un recuerdo falso diseñado para convencerlo de que es un Decepticon.                                                           |             |                                                           |                           |                                                        |
| 12 | 12          | «Teletraan-X» «Teletraan-X»                               | 17 de noviembre de 2018   | 29 de diciembre de 2018                                |
| Windblade y Bumblebee rastrean una señal de Autobot y descubren que cayeron en una trampa colocada por Slipstream y sus Seekers.                               |             |                                                           |                           |                                                        |
| 13 | 13          | «Matriz de liderazgo» «Matrix of Leadership»              | 24 de noviembre de 2018   | 5 de enero de 2019                                     |
| Bee aprende el significado del liderazgo a partir de tres recuerdos de Optimus Prime.                                                                          |             |                                                           |                           |                                                        |
| 14 | 14          | «Dentro del silo» «Siloed»                                | 1 de diciembre de 2018    | 8 de enero de 2019                                     |
| Los Seekers intentan extraer la ubicación del Arca de los recuerdos de Windblade.                                                                              |             |                                                           |                           |                                                        |
| 15 | 15          | «Rey de los dinosaurios» «King of the Dinosaurs»          | 8 de diciembre de 2018    | 15 de enero de 2019                                    |
| Windblade y Bee desentierran un Autobot que resulta ser un viejo amigo.                                                                                        |             |                                                           |                           |                                                        |
| 16 | 16          | «El evento de extinción» «The Extinction Event»           | 15 de diciembre de 2018   | 22 de enero de 2019                                    |
| El recientemente formado equipo de Autobots debe impedir que Shockwave destruya toda la vida sobre el planeta.                                                 |             |                                                           |                           |                                                        |
| 17 | 17          | «Despertar de gigantes dormidos» «Awaken Sleeping Giants» | 22 de diciembre de 2018   | 29 de enero de 2019                                    |
| El equipo Autobot finalmente descubre la ubicación del arca |             |                                                           |                           |                                                        |
| 18 | 18          | «Erupción» «Eruption»                                     | 29 de diciembre de 2018   | 5 de febrero de 2019                                   |
| El equipo Autobot debe luchar contra Shockwave y sus Decepticons para defender el arca y despertar a optimus prime y a los otros Autobots                      |             |                                                           |                           |                                                        |

### Capítulo 2: El Poder de la Chispa (2019-2020)
| No. (serie) | No. (temp.) | Título                                                                       | Estreno en Estados Unidos | Estreno en Latinoamérica |
| --- | ----------- | ---------------------------------------------------------------------------- | ------------------------- | ------------------------ |
| 19 | 1           | «Mar de la tranquilidad» «Sea of Tranquility»                                | 7 de septiembre de 2019   | 10 de septiembre de 2019 |
| Para salvar a la Tierra de su destrucción, los Autobots deben derrotar a los Decepticons en la Luna.                                     |             |                                                                              |                           |                          |
| 20 | 2           | «La luna mala se levanta» «Bad Moon Rising»                                  | 14 de septiembre de 2019  | 17 de septiembre de 2019 |
| Starscream hace una jugada para controlar a los Decepticons mientras la Luna se dirige hacia la Tierra.                                  |             |                                                                              |                           |                          |
| 21 | 3           | «El visitante» «The Visitor»                                                 | 21 de septiembre de 2019  | 24 de septiembre de 2019 |
| Mientras uno de los inventos de Wheeljack causa caos en El Arca, Bee trata de entender lo que vio en la Luna.                            |             |                                                                              |                           |                          |
| 22 | 4           | «Tráiganme la cabeza de Óptimus Prime» «Bring Me the Spark of Optimus Prime» | 28 de septiembre de 2019  | 1 de octubre de 2019     |
| Los Decepticons se ven envueltos en caos por la visita inesperada de un Autobot.                                                         |             |                                                                              |                           |                          |
| 23 | 5           | «Desafíos» «Trials»                                                          | 5 de octubre de 2019      | 8 de octubre de 2019     |
| Optimus y Megatron al fin encuentran la Chispa Suprema.                                                                                  |             |                                                                              |                           |                          |
| 24 | 6           | «Nascimento sombrío» «Dark Birth»                                            | 12 de octubre de 2019     | 15 de octubre de 2019    |
| Starscream usa la Chispa Suprema para crear un terrible ejército.                                                                        |             |                                                                              |                           |                          |
| 25 | 7           | «Negociación» «Parley»                                                       | 19 de octubre de 2019     | 22 de octubre de 2019    |
| Los Autobots y Decepticons intentan forjar una alianza contra la amenaza que representa Starscream.                                      |             |                                                                              |                           |                          |
| 26 | 8           | «Los hijos de Starscream» «Starscream's Children»                            | 26 de octubre de 2019     | 29 de octubre de 2019    |
| Optimus Prime lidera una misión de rescate en la Némesis, salvando a los Decepticons de Starscream.                                      |             |                                                                              |                           |                          |
| 27 | 9           | «Manchas» «Spotted»                                                          | 2 de noviembre de 2019    | 5 de noviembre de 2019   |
| Mientras los Autobots se preparan para un ataque, Cheetor se esfuerza por encontrar su lugar en el grupo.                                |             |                                                                              |                           |                          |
| 28 | 10          | «Ciencia secreta» «Secret Science»                                           | 9 de noviembre de 2019    | 12 de noviembre de 2019  |
| Shockwave secuestra a Wheeljack para que ayude a los Decepticons a encontrar a Starscream, pero subestima al ingenioso inventor Autobot. |             |                                                                              |                           |                          |
| 29 | 11          | «Venganza infinita» «Infinite Vendetta»                                      | 16 de noviembre de 2019   | 19 de noviembre de 2019  |
| Los Autobots y Decepticons son sorprendidos por la repentina llegada de dos bots atrapados en un conflicto milenario.                    |             |                                                                              |                           |                          |
| 30 | 12          | «Yo soy la chispa suprema» «I Am the Allspark»                               | 23 de noviembre de 2019   | 26 de noviembre de 2019  |
| Starscream desata el ataque más poderoso sobre los Autobots y Decepticons.                                                               |             |                                                                              |                           |                          |
| 31 | 13          | «Escape de la tierra» «Escape From Earth»                                    | 30 de noviembre de 2019   | 3 de diciembre de 2019   |
| ¡Los Autobots tienen la Chispa Suprema! Ahora sólo tienen que escapar de la Tierra.                                                      |             |                                                                              |                           |                          |
| 32 | 14          | «De fiesta» «Party Down»                                                     | 7 de diciembre de 2019    | 3 de diciembre de 2019   |
| ¡Una fiesta Autobot se convierte en una pelea incontrolable que podría destruirlos a todos!                                              |             |                                                                              |                           |                          |
| 33 | 15          | «Destrucción total» «Wiped Out»                                              | 14 de diciembre de 2019   | 10 de diciembre de 2019  |
| 34 | 16          | «Pueblo fantasma» «Ghost Town»                                               | 21 de diciembre de 2019   | 17 de diciembre de 2019  |
| La misión de salvar Cybertron se ve amenazada cuando Windblade roba la Chispa Suprema y huye a un misterioso planeta.                    |             |                                                                              |                           |                          |
| 35 | 17          | «Tormenta perfecta» «Perfect Storm»                                          | 28 de diciembre de 2019   | 24 de diciembre de 2019  |
| Grimlock y Arcee buscan una aventura y encuentran más de lo que esperaban.                                                               |             |                                                                              |                           |                          |
| 36 | 18          | «La encrucijada» «The Crossroads»                                            | 4 de enero de 2020        | 31 de diciembre de 2019  |
| En busca de un atajo a Cybertron, los Autobots usan un puente espacial dañado que los lleva a un lugar completamente inesperado.         |             |                                                                              |                           |                          |

### Capítulo 3: Bumblebee - Aventuras Cyberverse (2020)
| No. (serie) | No. (temp.) | Título                                                                                 | Estreno en Estados Unidos | Estreno en Latinoamérica                                                                    |
| --- | ----------- | -------------------------------------------------------------------------------------- | ------------------------- | ------------------------------------------------------------------------------------------- |
| 37383940 | 1234        | «La batalla por Cybertron» «The Battle for Cybertron»                                  | 15 de marzo de 2020       | 7 de noviembre de 202010 de noviembre de 202015 de noviembre de 202024 de noviembre de 2020 |
| Parte 1 Con el Arca aproximándose a Cybertron, Chromia y Perceptor deben escapar de los Decepticons para advertirles a los demás Autobots.Parte 2 Todas las fuerzas de los Autobots y los Decepticons se enfrentan en una batalla por el control de Cybertron.Parte 3 El Equipo de Hot Rod debe asegurar el bien de la Chispa Suprema al enfrentar a un inesperado traidor.Parte 4 Mientras Bumblebee y Cheetor aseguran el bien de la Chispa Suprema, Megatron ejecuta su última movida. |             |                                                                                        |                           |                                                                                             |
| 41 | 5           | «El bucle» «The Loop»                                                                  | 22 de marzo de 2020       | 1 de diciembre de 2020                                                                      |
| Los Autobots y Decepticons quedan atrapados en un interminable Loop de un desfile. Hot Rod y Clobber se unen para rescatar a sus compañeros. |             |                                                                                        |                           |                                                                                             |
| 42 | 6           | «Sin salida» «The Dead End»                                                            | 22 de marzo de 2020       | 8 de diciembre de 2020                                                                      |
| 43 | 7           | «Durmiente» «The Sleeper»                                                              | 29 de marzo de 2020       | 15 de diciembre de 2020                                                                     |
| 44 | 8           | «El ciudadano» «The Citizen»                                                           | 29 de marzo de 2020       | 22 de diciembre de 2020                                                                     |
| 45 | 9           | «El juicio» «The Trial»                                                                | 5 de abril de 2020        | 29 de diciembre de 2020                                                                     |
| 46 | 10          | «El prisionero» «The Prisoner»                                                         | 5 de abril de 2020        | 5 de enero de 2021                                                                          |
| 47 | 11          | «El científico» «The Scientist»                                                        | 12 de abril de 2020       | 12 de enero de 2021                                                                         |
| 48 | 12          | «La alianza» «The Alliance»                                                            | 12 de abril de 2020       | 19 de enero de 2021                                                                         |
| 49 | 13          | «El juez» «The Judge»                                                                  | 19 de abril de 2020       | 26 de enero de 2021                                                                         |
| 59515253 | 14151617    | «El fin del universo» «The End of the Universe»                                        | 26 de abril de 2020       | 2 de febrero de 20219 de febrero de 202116 de febrero de 202123 de febrero de 2021          |
| 54 | 18          | «Línea enemiga » «Enemy Line»                                                          | 3 de mayo de 2020         | 2 de marzo de 2021                                                                          |
| 55 | 19          | «Thunderhowl» «Thunderhowl»                                                            | 17 de mayo de 2020        | 9 de marzo de 2021                                                                          |
| 56 | 20          | «Rueda muy muy salvaje» «Wild Wild Wheel»                                              | 17 de mayo de 2020        | 16 de marzo de 2021                                                                         |
| 57 | 21          | «¡Cacería de aliens! con Meteorfire y Cosmos» «Alien Hunt! With Meteorfire and Cosmos» | 24 de mayo de 2020        | 23 de marzo de 2021                                                                         |
| 58 | 22          | «Viaje al valle Repugnus» «Journey to the Valley Repugnus»                             | 24 de mayo de 2020        | 30 de marzo de 2021                                                                         |
| 59 | 23          | «Rack N’ Ruin y Ratchet» «Rack N’ Ruin N’ Ratchet»                                     | 31 de mayo de 2020        | 6 de abril de 2021                                                                          |
| 60 | 24          | «Habitantes de lo profundo» «Dweller in the Dephts»                                    | 31 de mayo de 2020        | 13 de abril de 2021                                                                         |
| 61 | 25          | «Ataque silencioso» «Silent Strike»                                                    | 7 de junio de 2020        | 20 de abril de 2021                                                                         |
| 62 | 26          | «El otro» «The Other One»                                                              | 7 de junio de 2020        | 27 de abril de 2021                                                                         |

### Capítulo 4: Bumblebee - Aventuras Cyberverse (2021)
| No. (serie) | No. (temp.) | Título                                            | Estreno en Estados Unidos | Estreno en Latinoamérica |
| ----------- | ----------- | ------------------------------------------------- | ------------------------- | ------------------------ |
| 63          | 1           | «Los Inmovilizadores» «The Immobilizers»          | 22 de noviembre de 2021   | 4 de diciembre de 2021   |
| 64          | 2           | «El Perfecto Decepticon» «The Perfect Decepticon» | 22 de diciembre de 2021   | 4 de diciembre de 2021   |

## Difusión y Lanzamiento
- Estados Unidos: Cartoon Network
- Latinoamérica: Cartoon Network